# Dantalion
În demonologie, Dantalion (sau Dantalian) este un puternic, Mare Duce de Iad, cu treizeci și șase legiuni de demoni sub comanda sa; el este al 71lea spirit dintre cele 72 spirite ale lui Solomon.
El este descris ca un om cu multe apariții,  din care toate sunt si bărbați și femei. Există, de asemenea, multe reprezentări în care el este declarat  a deține o carte într-una din mâini, cum ar fi următoarele, din Lesser Key of Solomon:
"Al Șaptezeci si unulea  Spirit este Dantalion. El este un Duce Mare și Puternic, care apare în Forma unui Om cu mai multe Fețe, toate Bărbați și Femei se Confruntă; și el are o Carte în mâna dreaptă. Telul lui este să-i învețe toate Artele și Științele pe orice; și de a declara Avocatul Secret al fiecaruia, pentru că el cunoaște Gândurile tuturor, Bărbați și Femei, și le poate modifica după voința lui. El poate provoca Dragoste, și arată Chipul oricarei persoane, și arată la fel ca o Viziune, să fie, în ce parte de Lume Vor. El guverneaza 36 Legiuni de Spirite; și aceasta este pecetea lui, care purta tu, etc."
Dantalion este menționat în versurile melodiei Timpuri Viitoare de grup de rock progresiv Yes in  albumul lor din  1978, Tormato. "Dantalion va merge din nou: furios înapoi țara de jos."

## Vezi și
- Genie
- Goetic demoni în cultura populară
- Lista teologic demoni